# توريكامبو (قرطبة)
بلدية توريكامبو (بالإسبانية: Torrecampo)‏، هي إحدى بلديات مقاطعة قرطبة إحدى مقاطعات إسبانيا، و التي تقع في منطقة الأندلس جنوب إسبانيا.
يبلغ عدد سكانها 1.307 نسمة وفقاً لإحصائية سنة (2007).